# Slobozia Mândra
Slobozia Mândra es una comuna ubicada en el distrito de Teleorman, Rumania.

## Superficie
Posee una superficie de 51,51 kilómetros cuadrados.

## Demografía
Hasta 2021 la población era de 1358 habitantes, con una densidad de población de 26,36 habitantes por kilómetro cuadrado.